# مندوزا (الأرجنتين)

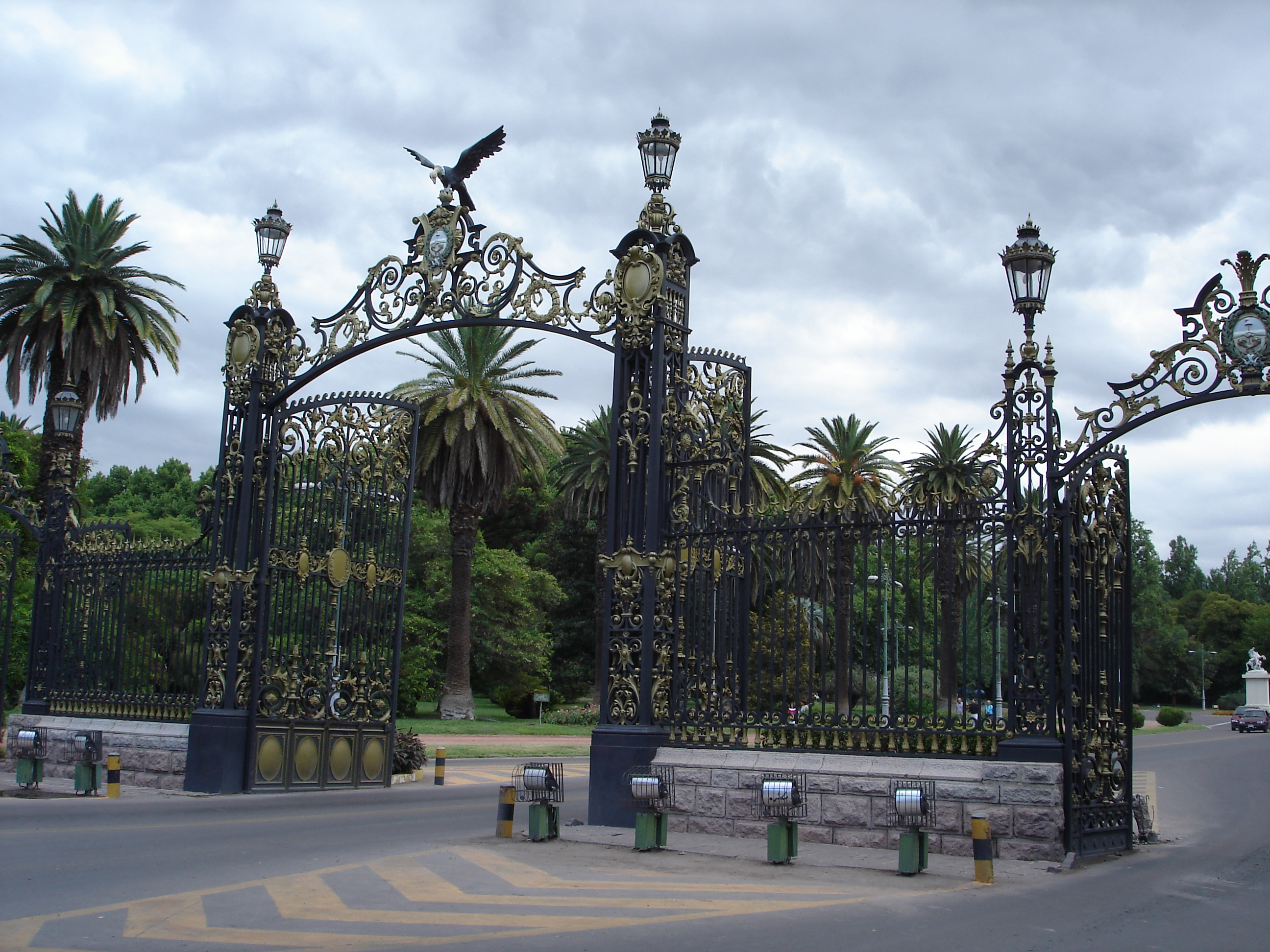
بوابة حديقة الجنرال سان مارتين

ميندوزا (Mendoza) مدينة تقع في غرب الأرجنتين، وهي عاصمة محافظة ميندوزا. في عام 2001 بلغ عدد سكانها 111000 نسمة، مما يجعلها رابع أكبر مدن الأرجنتين. تقع ميندوزا على طريق رئيسي بين الأرجنتين وتشيلي. ويتوقف عندها الكثير من متسلقي جبل أكونكاغوا، أكبر جبال الأمريكيتين والنصف الجنوبي من الكرة الأرضية. أما في الشتاء فيأتيها المتزلجون لسهولة وصولهم للأنديز من خلالها. من أبرز صناعات المدينة إنتاج الخمر الأرجنتيني وزيت الزيتون.
تأسست المدينة عام 1561 بواسطة بدرو دل كاستيلو. في المدينة نظم خوسيه دي سان مارتين الجيش واستطاع الفوز باستقلال تشيلي والبيرو. في عام 1861 حدث زلزال كبير في المدينة أودى بحياة ما لا يقل عن 5000 شخص. ولكن سرعان ما تم إعادة بناء المدينة لتصبح بوضع أفضل من السابق ..

## المناخ
يظهر الجدول التالي التغييرات المناخية على مدار السنة لمندوزا:
| البيانات المناخية لـمندوزا | البيانات المناخية لـمندوزا | البيانات المناخية لـمندوزا | البيانات المناخية لـمندوزا | البيانات المناخية لـمندوزا | البيانات المناخية لـمندوزا | البيانات المناخية لـمندوزا | البيانات المناخية لـمندوزا | البيانات المناخية لـمندوزا | البيانات المناخية لـمندوزا | البيانات المناخية لـمندوزا | البيانات المناخية لـمندوزا | البيانات المناخية لـمندوزا | البيانات المناخية لـمندوزا |
| الشهر | يناير                      | فبراير                     | مارس                       | أبريل                      | مايو                       | يونيو                      | يوليو                      | أغسطس                      | سبتمبر                     | أكتوبر                     | نوفمبر                     | ديسمبر                     | المعدل السنوي              |
| --- | -------------------------- | -------------------------- | -------------------------- | -------------------------- | -------------------------- | -------------------------- | -------------------------- | -------------------------- | -------------------------- | -------------------------- | -------------------------- | -------------------------- | -------------------------- |
| الدرجة القصوى °م (°ف) | 44.4 (111.9)               | 40.6 (105.1)               | 37.8 (100.0)               | 34.0 (93.2)                | 33.0 (91.4)                | 30.4 (86.7)                | 33.0 (91.4)                | 34.4 (93.9)                | 36.0 (96.8)                | 40.1 (104.2)               | 40.8 (105.4)               | 43.5 (110.3)               | 44.4 (111.9)               |
| متوسط درجة الحرارة الكبرى °م (°ف) | 32.3 (90.1)                | 30.9 (87.6)                | 27.9 (82.2)                | 23.2 (73.8)                | 18.7 (65.7)                | 15.7 (60.3)                | 15.0 (59.0)                | 18.3 (64.9)                | 21.1 (70.0)                | 25.9 (78.6)                | 29.2 (84.6)                | 31.8 (89.2)                | 24.2 (75.6)                |
| المتوسط اليومي °م (°ف) | 25.5 (77.9)                | 24.0 (75.2)                | 21.3 (70.3)                | 16.2 (61.2)                | 11.8 (53.2)                | 8.4 (47.1)                 | 7.9 (46.2)                 | 10.6 (51.1)                | 13.9 (57.0)                | 18.8 (65.8)                | 22.2 (72.0)                | 24.9 (76.8)                | 17.1 (62.8)                |
| متوسط درجة الحرارة الصغرى °م (°ف) | 18.7 (65.7)                | 17.4 (63.3)                | 15.5 (59.9)                | 10.4 (50.7)                | 6.2 (43.2)                 | 2.9 (37.2)                 | 2.1 (35.8)                 | 4.2 (39.6)                 | 7.2 (45.0)                 | 11.7 (53.1)                | 15.1 (59.2)                | 17.9 (64.2)                | 10.8 (51.4)                |
| أدنى درجة حرارة °م (°ف) | 7.5 (45.5)                 | 4.8 (40.6)                 | 0.6 (33.1)                 | −2.3 (27.9)                | −4.3 (24.3)                | −7.2 (19.0)                | −7.8 (18.0)                | −5.9 (21.4)                | −4.6 (23.7)                | 0.1 (32.2)                 | 2.7 (36.9)                 | 5.3 (41.5)                 | −7.8 (18.0)                |
| الهطول مم (إنش) | 50.5 (1.99)                | 33.7 (1.33)                | 34.9 (1.37)                | 16.5 (0.65)                | 10.5 (0.41)                | 6.3 (0.25)                 | 8.0 (0.31)                 | 8.0 (0.31)                 | 15.1 (0.59)                | 10.4 (0.41)                | 16.4 (0.65)                | 24.3 (0.96)                | 234.6 (9.24)               |
| متوسط أيام هطول الأمطار (≥ 0.1 mm) | 6.1                        | 5.1                        | 4.9                        | 3.5                        | 3.2                        | 2.1                        | 2.7                        | 2.4                        | 3.8                        | 3.0                        | 4.0                        | 4.3                        | 45.1                       |
| متوسط الرطوبة النسبية (%) | 49.8                       | 53.6                       | 61.8                       | 65.6                       | 68.3                       | 69.4                       | 64.4                       | 55.1                       | 51.3                       | 45.7                       | 44.5                       | 45.8                       | 56.3                       |
| ساعات سطوع الشمس الشهرية | 297.6                      | 257.6                      | 235.6                      | 219.0                      | 195.3                      | 168.0                      | 182.9                      | 229.4                      | 225.0                      | 282.1                      | 294.0                      | 285.2                      | 2٬871٫7                    |
| نسبة وصول أشعة الشمس | 67                         | 69                         | 61                         | 64                         | 60                         | 56                         | 58                         | 68                         | 63                         | 70                         | 70                         | 64                         | 64                         |
| المصدر #1: Servicio Meteorológico Nacional |                            |                            |                            |                            |                            |                            |                            |                            |                            |                            |                            |                            |                            |
| المصدر #2: NOAA (sun 1961–1990), Meteo climat (record highs and lows), Oficina de Riesgo Agropecuario (November and December record high and May record low only) |                            |                            |                            |                            |                            |                            |                            |                            |                            |                            |                            |                            |                            |

## توأمة
لمندوزا (الأرجنتين) اتفاقيات توأمة مع كل من:
- ساو باولو
- سيرتاوزينيو
- رمات غان
- مونتيري
- بيرغامو
- مقاطعة ميامي داد
- ناشفيل

## أعلام
- فرانكو دي سانتو
- لويس أرتيم
- خوسيه ميغيل كاريرا
- لويس كاريرا
- راميرو فونيس موري
- هوغو كورو
- ماريو رودريغيز كوبوس
- كينو
- دييغو بوسو
- بيدرو باسكوال سيجورا

## وصلات خارجية
- الموقع الرسمي